# Cyrtopodion baigii
Cyrtopodion baigii es una especie de gecos de la familia Gekkonidae.

## Distribución geográfica yhábitat
Es endémica de unos montanos al norte de Pakistán. Su rango altitudinal oscila entre 1175 y 1181 m s. n. m..